# Expédition de Biskra, Touggourt et Ouargla
L’expédition de Ouargla et Touggourt, est une expédition lancée en 1552 par la Régence d'Alger pour obtenir la soumission des cités sahariennes de Touggourt et Ouargla, sièges de sultanats indépendants. Dans cette entreprise, Salah raïs, beylerbey de la régence d'Alger, est allié aux troupes de la Kalâa des Beni Abbès, menées par leur sultan, Abdelaziz el Abbes,. 
Le sultan de Touggourt et celui de Ouargla, à la tête de deux cités et de principautés sahariennes prospères, refusent de payer un tribut à la régence d'Alger. Il est donc décidé d'une expédition pour les soumettre, et tenter de contrôler par la même occasion une des routes de l'or caravanier. Salah Raïs se met à la tête d'un corps de 1 000 cavaliers et 8 000 fantassins et quelques pièces d'artillerie ; il est rejoint par 180 arquebusiers et 1 600 cavaliers des Kabyles de Beni Abbès. Pour ces derniers cette expédition est l'occasion de se familiariser avec l'artillerie et sa manœuvre, connaissances qu'ils espèrent utiliser à leur profit pour se prémunir des attaques des Turcs d'Alger.
Salah Raïs soumet au passage Biskra (déjà attaquée en 1542 par Hassan Pacha) qui refusait de se soumettre au paiement du tribut. Puis, continuant vers le sud, il met le siège devant Touggourt. Le sultan local, âgé de seulement 14 ans, se replie derrière les murailles de la ville en espérant que les tribus des alentours, hostiles aux Turcs, viendront à son secours. Salah Raïs fait battre les défenses au canon durant trois jours. Le quatrième il donne l'assaut, commet un massacre dans la ville et fait captif son jeune sultan.  
Salah Raïs livre Touggourt au pillage, motivé par sa réputation de ville possédant de l'or en quantité. Il prend ensuite la route de Ouargla, plus au sud. Face aux méthodes de Salah Raïs, la ville est désertée par ses habitants et son sultan (celui-ci fuit avec 4 000 cavaliers vers El Golea) ; lors de l'entrée de Salah Raïs il n'y reste que des marchands africains et des marabouts. Ces deux sultanats soumis et s'engageant à payer un tribut, il reprend la route d'Alger.